# Patellapis lepesmei
Patellapis lepesmei är en biart som först beskrevs av Raymond Benoist 1944.  Patellapis lepesmei ingår i släktet Patellapis och familjen vägbin. Inga underarter finns listade i Catalogue of Life.